# 下野由貴
下野由貴（日语：／ Shimono Yuki，1998年4月2日—）是日本女藝人，是女子偶像團體HKT48Team KIV前成員，福岡縣出身，所屬經紀公司為YOUNG,WILD&FREE。畢業於福岡大學、第一藥科大學付屬高等學校。

## 經歷
2011年7月10日，通過HKT48第1期生徵選。
2012年3月4日，從21位HKT48的1期研究生中脫穎而出，成為16位Team H成員之一。9月18日，於AKB48第29張單曲選拔猜拳大會中HKT48分配到3個出戰名額，但在預賽中獲得出戰資格的研究生江藤彩也香在8月時提出辭呈離開HKT48，因此在大會兩日前的8月16日臨時舉辦敗部復活戰。下野在復活戰中順利擊敗其他成員正式獲得出賽權，但在猜拳大會第一回合遇上AKB48的梅田彩佳時落敗，未能入圍選拔成員。
2014年1月11日，於HKT48九州巡迴公演大分場次的「再分班」（クラス替え）公告中，被轉隊至新成立的Team KIV之中。
2021年3月，從大學畢業。3月6日，於「博多七色」公演，達成劇場公演出演1000次的紀錄。
2022年9月26日，於Team KIV 「制服之芽」公演中宣布畢業。12月10日，舉行畢業公演，正式從HKT48畢業。
2023年1月1日，加入經紀公司YOUNG,WILD&FREE。

## 人物
暱稱（Shinamon，與日文中「肉桂」發音相同）。下野由於嘗試過個性溫和的妹妹風格清純路線、非常自律有毅力的角色，又被資深成員指原莉乃評論具有綜藝天分，而常在團體中被戲稱是「角色迷走中」的成員。
由於下野在HKT48參與冠名綜藝節目中的許多活躍表現，故獲得團體中的資深成員指原莉乃好評認為具有綜藝的天分，並與另外兩位團員中西智代梨及村重杏奈一同被稱呼為HKT48的「綜藝班」。

## 音樂作品
- 標註有「★」符號者表示該首歌曲有拍攝MV。

### 單曲CD
HKT48
|      | 發行日期        | 單曲名稱               | 參與歌曲名稱             | 名義                     | 收錄於    | MV | 備註                       |
| ---- | --------------- | ---------------------- | ------------------------ | ------------------------ | --------- | -- | -------------------------- |
| 1st  | 2013年03月20日  | 喜歡！喜歡！小跳步！   | 喜歡！喜歡！小跳步！     |                          | 全版本    | ★  | A面曲                      |
| 1st  | 2013年03月20日  | 喜歡！喜歡！小跳步！   | 求求你華倫亭             |                          | 全版本    |    |                            |
| 2nd  | 2013年09月04日  | 哈密瓜汁               | 在那裡思考些什麼？       | 一期生                   | 全版本    |    |                            |
| 2nd  | 2013年09月04日  | 哈密瓜汁               | 希望的海流               | 甘口姬                   | Type-A    | ★  |                            |
| 3rd  | 2014年03月12日  | 櫻花，大家一起來品嚐   | 與前男友的哥哥交往這回事 | Team KIV                 | Type-B    | ★  |                            |
| 4th  | 2014年09月24日  | 有所保留的我愛你！     | 在夏季之前               | Team KIV                 | Type-B    | ★  |                            |
| 5th  | 2015年04月22日  | 12秒                   | 人生就是搖滾             | HKT48                    | 全版本    | ★  |                            |
| 5th  | 2015年04月22日  | 12秒                   | 去夏威夷吧               | Team KIV                 | Type-C    | ★  |                            |
| 6th  | 2015年011月25日 | 吵死了！               | 看見夢想的Team KIV       | Team KIV                 | Type-B    | ★  |                            |
| 6th  | 2015年011月25日 | 吵死了！               | 戀的指尖                 |                          | 劇場盤    |    |                            |
| 7th  | 2016年04月13日  | 給74億分之1的你        | HKT城、今、動            | Platinum Girls           | Type-B    | ★  |                            |
| 8th  | 2016年09月07日  | 最棒了唷               | 夢一場                   | 一期生(穴井千尋與同伴們) | Type-A    | ★  |                            |
| 8th  | 2016年09月07日  | 最棒了唷               | Go Bananas!              | Team KIV                 | Type-C    | ★  |                            |
| 9th  | 2017年2月15日   | BUG也無妨              | BUG也無妨                |                          | 全版本    | ★  | A面曲                      |
| 9th  | 2017年2月15日   | BUG也無妨              | 我的白日夢               | 白金女孩                 | Type-B    | ★  |                            |
| 9th  | 2017年2月15日   | BUG也無妨              | HKT48家族                |                          | 劇場盤    |    |                            |
| 10th | 2017年8月2日    | 接吻真的只能慢慢來嗎？ | 旁邊的他看起來很酷       | 白金女孩                 | Type-A    | ★  | 與熊澤世莉奈共同擔任Center |
| 10th | 2017年8月2日    | 接吻真的只能慢慢來嗎？ | 戀愛的Ribbon！           | 村重選拔                 | Type-C    | ★  |                            |
| 11th | 2018年5月2日    | 快進的日曆             | 想見你而變得厭惡         | 果然是御手洗團子         | Type-B    | ★  |                            |
| 12th | 2019年4月10日   | 意志                   | 從誰開始握手             |                          | 全版本    |    |                            |
| 12th | 2019年4月10日   | 意志                   | 無論何時都在身旁         |                          | Type-A    | ★  |                            |
| 12th | 2019年4月10日   | 意志                   | 大人列車會開到何處？     | 8%                       | Type-B    | ★  |                            |
| 13th | 2019年4月22日   | 3-2                    | How about you ?          | Lit Charm                | Type-B    | ★  |                            |
| 13th | 2019年4月22日   | 3-2                    | 青春的出口               |                          | 劇場盤    |    |                            |
| 14th | 2021年5月12日   | 想和你一起去某個地方   | UFO募集中                |                          | Type-B、D |    |                            |
| 15th | 2022年6月22日   | 沙灘涼鞋為何不見了?    | 向日葵的水彩畫           |                          | Type-A    |    |                            |

AKB48
|      | 發行日期       | 單曲名稱   | 參與歌曲名稱 | 名義                         | 收錄於 | MV | 備註 |
| ---- | -------------- | ---------- | ------------ | ---------------------------- | ------ | -- | ---- |
| 27th | 2012年08月29日 | 格子花紋   | 那一天的風鈴 | Waiting Girls                | 劇場盤 |    |      |
| 29th | 2012年12月05日 | 永遠的壓力 | 初戀蝴蝶     | HKT48                        | Type-C | ★  |      |
| 53rd | 2018年9月19日  | 傷感列車   | 浪花的訊息   | 第10屆世界選拔總選舉紀念小組 | Type-D | ★  |      |

### 專輯CD
HKT48
|     | 發行日期      | 專輯名稱                  | 參與歌曲名稱 | 名義   | 收錄於 | 備註 |
| --- | ------------- | ------------------------- | ------------ | ------ | ------ | ---- |
| 2nd | 2021年12月5日 | Outstanding\|HAKATA吸血鬼 |              | Type-D |        |      |

AKB48
|      | 發行日期       | 專輯名稱 | 參與歌曲名稱      | 名義                    | 收錄於 | 備註 |
| ---- | -------------- | -------- | ----------------- | ----------------------- | ------ | ---- |
| 04th | 2012年08月15日 | 1830m    | 藍天 不會寂寞嗎？ | AKB48+SKE48+NMB48+HKT48 | 全版本 |      |

### 劇場公演單組曲
- Team H 1st Stage「手牽手」（手をつなぎながら）公演出場曲目：
  - 《胸口的條碼》（この胸のバーコード）
- Team H 2nd Stage「博多傳奇」（博多レジェンド）公演
  - 《天國野郎》（天国野郎）

## 外部連結
- 下野由貴官方網站（日語）
- 經紀公司個人介紹頁（日語）
- HKT48個人介紹頁（日語）
- 下野由貴的X（前Twitter）（日語）
- 下野由貴的Instagram帳戶（日語）
- 下野由貴 官方755（日語）
- 下野由貴的Google+（日語）